# 帶斑麗沫蟬
帶斑麗沫蟬（學名：Cosmoscarta bispecularis），又名「小紅斑沫蟬」、「斑带丽沫蝉」，分布於中國大陸南方、台湾、越南、老挝、柬埔寨、泰国、缅甸、印度、锡金、马来西亚等地。寄主有桑、桃、茶、咖啡、三叶橡胶等，半翅目沫蟬科麗沫蟬屬的一個物種，體長13—15.8（0.51—0.62英寸）， 體色橙紅色帶有黑斑。

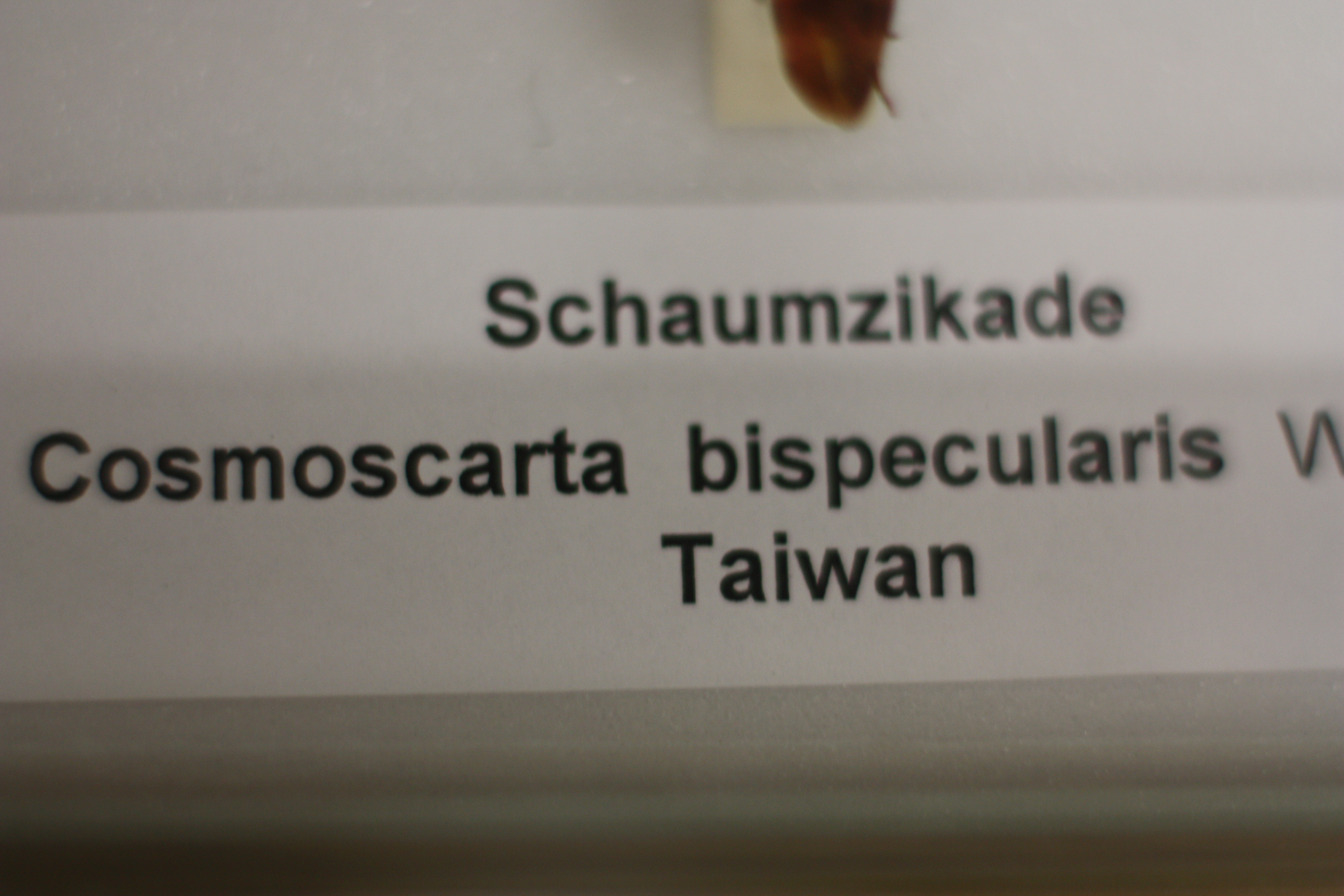
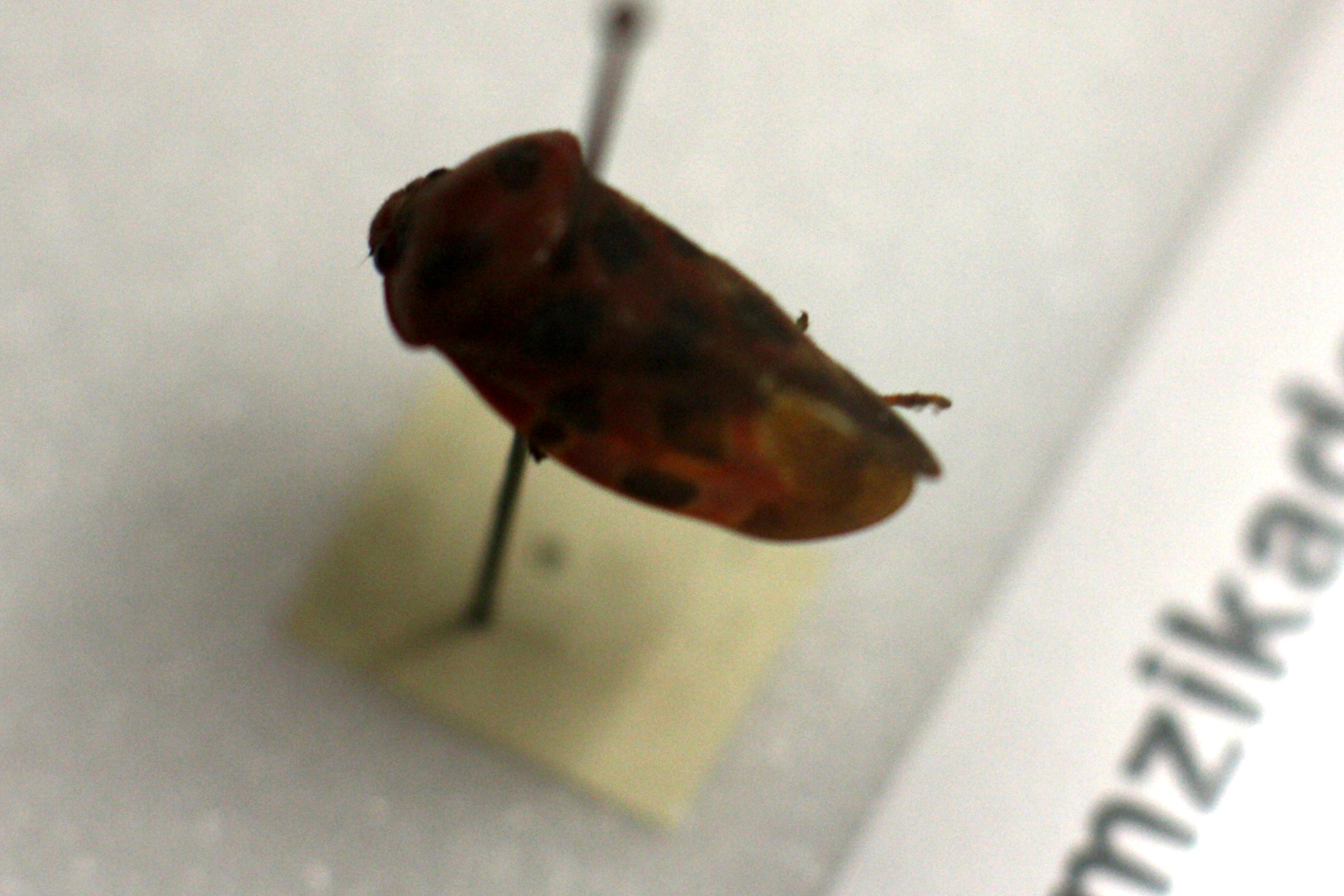
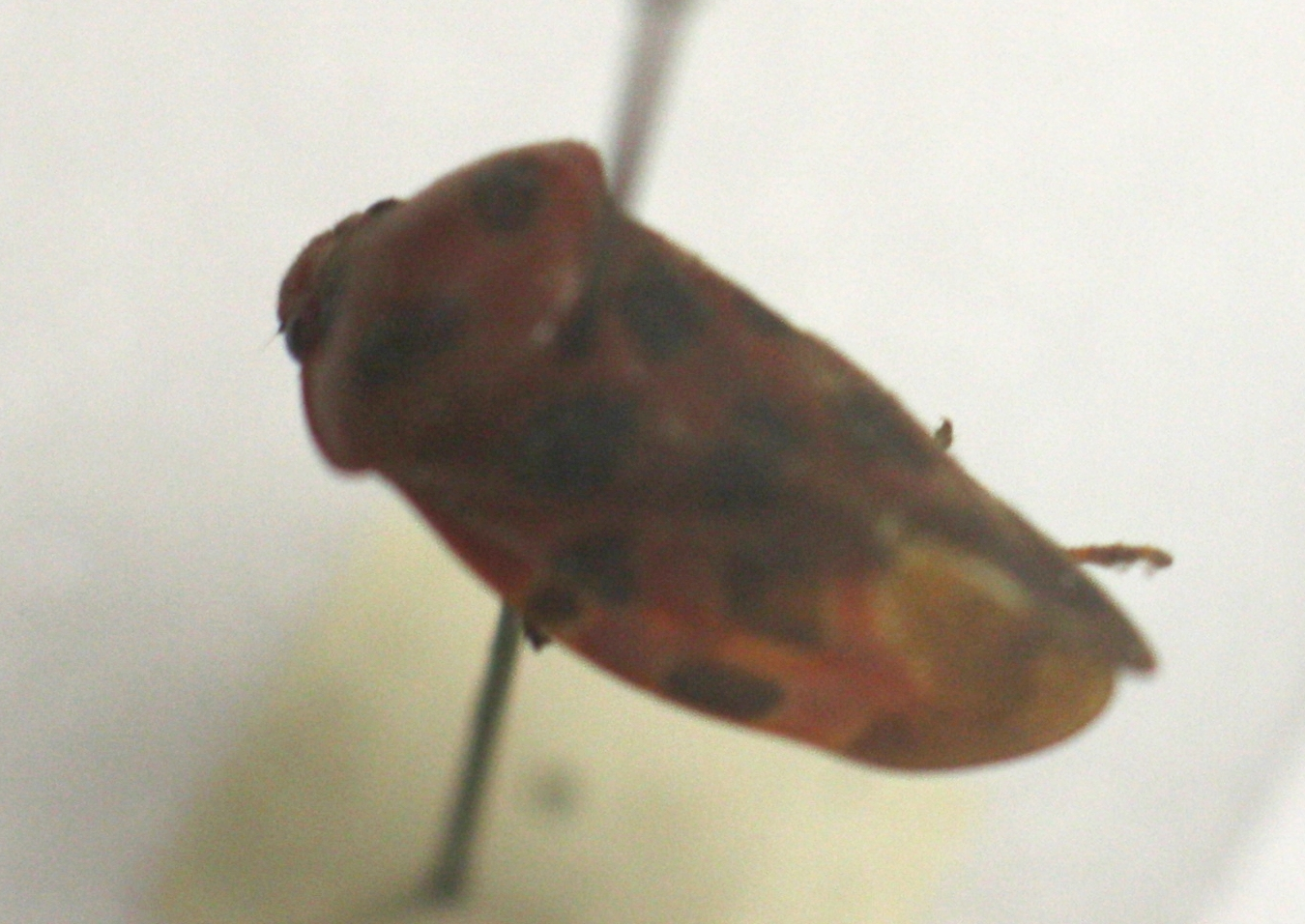